# Anthene lycaenolus
Anthene lycaenolus är en fjärilsart som beskrevs av Tite 1966. Anthene lycaenolus ingår i släktet Anthene och familjen juvelvingar. Inga underarter finns listade i Catalogue of Life.